# Cestrum strictum
Cestrum strictum là loài thực vật có hoa trong họ Cà. Loài này được Schott ex Sendt. mô tả khoa học đầu tiên năm 1846.